# Brachiaria piligera
Brachiaria piligera là một loài thực vật có hoa trong họ Hòa thảo. Loài này được (F.Muell. ex Benth.) Hughes mô tả khoa học đầu tiên năm 1923.